# 伯利恒民俗博物馆
伯利恒民俗博物馆（Baituna al-Talhami Museum，阿拉伯语：‎）是巴勒斯坦领土最大的博物馆之一。它位于伯利恒的星街，稍微偏离教宗保罗六世街。
它最初是由朱利亚·达布杜布领导的阿拉伯妇女联盟于1948年开设的难民中心，一些难民在此以刺绣谋生。1979年，阿拉伯妇女联盟建立了博物馆。它包括两座典型的巴勒斯坦老建筑，展示巴勒斯坦传统的家庭用品、照片，家具和艺术作品。